# Província de Jülich-Cleves-Berg
A Província de Jülich-Cleves-Berg (em alemão:  Provinz Jülich-Kleve-Berg) foi uma das províncias do Reino da Prússia de 1815 a 1822. Na sua maior parte a província foi constituída a partir dos Ducados Unidos de Jülich-Cleves-Berg. A sua capital era Colónia (Köln).

## História
Após as Guerras Napoleónicas, o Congresso de Viena devolveu o Ducado de Cleves ao Reino da Prússia que, combinado com a Renânia, retirada à França (Gueldres Prussiana e principado de Moers) acrescida das terras renanas ganhas no Congresso de Viena (o antigo Ducado de Jülich, o Ducado de Berg, o Eleitorado de Colónia incluindo a cidade Livre e Hanseática de Colónia e alguns territórios menores).
A 30 de abril de 1815, as autoridades prussianas reorganizaram os estados do Reino da Prússia em 10 províncias pela Verordnung wegen verbesserter Einrichtung der Provinzialbehörden (em português:  Regulamento para o estabelecimento de melhores autoridades provinciais), sendo Jülich-Cleves-Berg uma das dez.
O governo provincial estava sediado em Colónia (Köln) e, desde 22 de abril de 1816, estava subdividida em três distritos (Regierungsbezirke): Dusseldórfia, Cleves e Colónia. O Presidente provincial era Frederico, Conde de Solms-Laubach.
A 22 de junho de 1822, uma Ordem do Governo (Kabinettsordre) da Prússia uniu esta província com a província do Grão-Ducado do Baixo Reno, para formar uma nova entidade, a Província do Reno (Rheinprovinz), com a capital em Coblença (Koblenz).